# Leskia lineaticollis
Leskia lineaticollis là một loài ruồi trong họ Tachinidae.